# فلپ‌جک

فلپ‌جک و کاپیتان کناکلز

بدبختی‌های شگفت‌انگیز فلپ‌جک یا فلپ‌جک (به انگلیسی: The Marvelous Misadventures of Flapjack) نام سریال کارتونی تلویزیون آمریکایی است که توسط توروپ ون اورمان و برای کارتون نت‌ورک ساخته شد. ون اورمان همچنین گویندهٔ صدای فلپ‌جک نیز هست. این مجموعه راجع به فلپ‌جک و کاپیتان کناکلز است. فلپ‌جک پسربچه‌ای است که نهنگی به اسم بابی (به انگلیسی: Bubbie) که حرف می‌زند از او نگهداری می‌کند. فلپ‌جک زندگی آرامی دارد تا اینکه یک روز بابی و فلپ‌جک یک دزد دریایی به نام کاپیتان کناکلز را نجات می‌دهند که با فلپ‌جک از جایی به اسم جزیرهٔ آبنباتی (به انگلیسی: Candied Island) حرف می‌زند که تماماً از آبنبات ساخته شده است. این سه شخصیت در بندر استورملانگ (به انگلیسی: Stormalong) زندگی می‌کنند و اغلب در آنجا هستند.